# Чемпионат Австрии по волейболу среди женщин
Чемпионат Австрии по волейболу среди женщин — ежегодное соревнование женских волейбольных команд Австрии. Проводится с 1953 года. 
Соревнования проходят в двух дивизионах — 1-й и 2-й бундеслигах. Организатором чемпионатов является Женская волейбольная лига.

## Формула соревнований (1-я бундеслига)
Чемпионат в 1-й бундеслиге (сезон 2024/2025) проводился в два этапа — предварительный и плей-офф. На предварительной стадии команды играли в два круга. По её итогам 8 лучших вышли в плей-офф и далее по системе с выбыванием определили двух финалистов. Серии матчей плей-офф проводились до двух (в четвертьфинале) и до трёх (в полуфинале и финале) побед одного из соперников.
За победы со счётом 3:0 и 3:1 команды получают 3 очка, 3:2 — 2 очка, за поражение со счётом 2:3 — 1 очко, 0:3 и 1:3 — 0 очков.
В чемпионате 2024/25 в 1-й бундеслиге участвовали 9 команд: «Нидеростеррайх-Сокол-Пост» (Швехат), «ТИ-Аксесс» (Инсбрук), «Холдинг» (Грац), «Трофайах-Айзенэрц» (Трофайах/Айзенэрц), «Стилволлейс Линц-Штег» (Линц), «Келаг-Вилдкатс» (Клагенфурт), «Шпаркассе» (Хартберг), «Зальцбург», «Унион Воллейс» (Бизамберг/Холлабрунн). Чемпионский титул выиграл «Нидеростеррайх-Сокол-Пост», победивший в финале «Холдинг» 3-0 (3:1, 3:1, 3:0). 3-е место занял «Стилволлейс Линц-Штег».

## Чемпионы
| - 1953 «Сокол» Вена - 1954 «Сокол» Вена - 1955 «Сокол» Вена - 1956 «Сокол» Вена - 1957 «Сокол» Вена - 1958 «Сокол» Вена - 1959 «Сокол» Вена - 1960 «Олимпия» Вена - 1961 «Слован-Олимпия» Вена - 1962 «Слован-Олимпия» Вена - 1963 «Слован-Олимпия» Вена - 1964 «Слован-Олимпия» Вена - 1965 «Блау-Гельб» Вена - 1966 «Слован-Олимпия» Вена - 1967 «Блау-Гельб» Вена - 1968 «Блау-Гельб» Вена - 1969 «Блау-Гельб» Вена - 1970 «Блау-Гельб» Вена - 1971 «Блау-Гельб» Вена - 1972 «Блау-Гельб» Вена - 1973 «Пост» Вена - 1974 «Пост» Вена - 1975 «Пост» Вена - 1976 «Пост» Вена - 1977 «Пост» Вена - 1978 «Пост» Вена - 1979 «Блау-Гельб» Вена - 1980 «Блау-Гельб» Вена - 1981 «Блау-Гельб» Вена - 1982 «Блау-Гельб» Вена - 1983 «Сокол» Вена - 1984 «Пост» Вена - 1985 «Пост» Вена - 1986 «Инсбрук» - 1987 «Пост» Вена - 1988 «Пост» Вена - 1989 «Пост» Вена | - 1990 «Пост» Вена - 1991 «Пост» Вена - 1992 «Пост» Вена - 1993 «Вюстенрот» Зальцбург - 1994 «Пост» Вена - 1995 «Пост» Вена - 1996 «Пост» Вена - 1997 «Пост» Вена - 1998 «Пост» Вена - 1999 «Пост» Вена - 2000 «Пост» Вена - 2001 «Телеком-Пост» Вена - 2002 СВС «Телеком» Вена - 2003 СВС «Куони» Швехат - 2004 СВС «Куони» Швехат - 2005 СВС «Куони» Швехат - 2006 СВС «Пост» Швехат - 2007 СВС «Пост» Швехат - 2008 СВС «Пост» Швехат - 2009 СВС «Пост» Швехат - 2010 СВС «Пост» Швехат - 2011 СВС «Пост» Швехат - 2012 СВС «Пост» Швехат - 2013 СВС «Пост» Швехат - 2014 СВС «Пост» Швехат - 2015 СВС «Пост» Швехат - 2016 СВС «Пост» Швехат - 2017 «Нидеростеррайх-Сокол-Пост» Швехат - 2018 «Холдинг» Грац - 2019 «АСКО Линц-Штег» Линц - 2020 Чемпионат не завершён. Итоги не подведены - 2021 «Стилволлейс Линц-Штег» Линц - 2022 «Стилволлейс Линц-Штег» Линц - 2023 «Стилволлейс Линц-Штег» Линц - 2024 «ТИ-Штаудингер» Инсбрук - 2025 «Нидеростеррайх-Сокол-Пост» Швехат |